# ユソフ・ビン・イサーク
ユソフ・ビン・イサーク（Inche Yusuf bin Ishaq、またはEncik Yusof bin Ishak。1910年8月12日 - 1970年11月23日）はシンガポールの政治家、同国の初代大統領（在任1965年 - 1970年）。
マレーシア・ペラ生まれ。学校卒業後ジャーナリストとしての活動を始め、1939年にシンガポールで「ウトゥサン・メラユ」（Utusan Melayu、現在のウトゥサン・マレーシア紙）を創刊した。日本軍によるシンガポール占領時期には、新聞が停刊となったためペラ州のタイピンに戻り雑貨屋を営んだが、戦後に再びウトゥサン・メラユ紙を復活させたほか、シンガポール政府の役職も務めた。
シンガポールがマラヤ連邦とは別のイギリス自治領・シンガポール国となった1959年、リー・クアンユーが率いる人民行動党が総選挙で勝利を収めた。リー・クアンユーの求めに応じ、ユソフ・ビン・イサークは同年末、シンガポールの「元首」である「ヤン・ディ＝ペルトゥアン・ネガラ」（「国家の優れた主人である者」。マレー系国家の国家元首の称号でもある。イギリスのシンガポール総督に代わって設置された儀礼上の職で、初代ヤン・ディ＝ペルトゥアン・ネガラは最後のシンガポール総督だったウィリアム・グードが務めた）となった。1963年のマレーシア結成後は、シンガポール州元首（ヤン・ディ＝ペルトゥアン・ネガラ）となった。シンガポールの多数派である華人と優遇政策を求めるマレー人との間で軋轢が起き、1964年にはシンガポール人種暴動 (1964年)が発生するが、元首ユソフ・ビン・イサークは一貫して多文化政策を取り、民族間の融和を訴え続けた。
1965年のシンガポール独立後、ユソフ・ビン・イサークはシンガポールの初代大統領となり、1970年の逝去まで在任した。1999年9月9日以降に発行されたシンガポールドル紙幣のすべてに肖像画が印刷されている。
| 公職          | 公職                                       | 公職                        |
| ------------- | ------------------------------------------ | --------------------------- |
| 先代 （建国） | シンガポール共和国大統領 初代：1965 - 1970 | 次代 ベンジャミン・シアーズ |